# 松山発電所
松山発電所（まつやまはつでんしょ）は、愛媛県松山市にあった四国電力の火力発電所。

## 概要
1958年に1号機が運転を開始、2号機までが建設された。当時は四国電力最大の発電所であったが、老朽化に伴い1981年には両機とも休止され、2001年に廃止された。
跡地の一部には、四国電力初の太陽光発電所である松山太陽光発電所が建設された。

## 廃止された発電設備
- 総出力：14.1万kW

1号機（廃止）
定格出力：6.6万kW
使用燃料：石炭
営業運転期間：1958年9月8日 - 2001年3月31日（1981年以降休止）
2号機（廃止）
定格出力：7.5万kW
使用燃料：石炭
営業運転期間：1960年8月17日 - 2001年3月31日（1981年以降休止）